# Косоньська гора
Косо́ньська Гора́ — ботанічний заказник місцевого значення в Україні. Об'єкт розташований на території Берегівського району Закарпатської області, філія «Береговодержспецлісгосп», квартал 7, виділи 7-9, урочище Косоньська гора. 
Площа — 9 га, статус отриманий у 2010 році. 
Охороняються лісові угруповання дуба скельного та занесені до Червоної книги України види рослин: булатка довголиста, гніздівка звичайна, любка дволиста, конюшина червонувата і тварин подалірій, мідянка, махаон, та інші.